# Sani Bečirovič
Sani Bečirović (19 de mayo de 1981 en Maribor, RFS Yugoslavia) es un exbaloncestista esloveno que jugó de base, aunque también podía hacerlo de escolta. Mide 1,96 m. Fue entrenador asistente en el Panathinaikos B.C. de Aleksandar Đorđević.
Fue elegido en segunda ronda (puesto n.º 46) del Draft de la NBA de 2003 por los Denver Nuggets.

## Carrera como jugador
Bečirović jugó en las categorías inferiores del KK Bistrica, debutando en la temporada 1995-1996. Posteriormente fichó por el equipo esloveno del Maribor Ovni en la temporada 1996-1997. Debutó en la máxima categoría del baloncesto esloveno en la temporada 1997-1998, cuando fichó por el Pivovarna Laško, equipo en el que jugó dos años. En el año 1999 fue contratado por el equipo más importante del país, el KK Olimpija Ljubljana, donde jugó hasta el 2001. Con el Olimpija ganó la liga del 2001 y la copa de los años 2000 y 2001. También ha jugado en Eslovenia con el Krka Novo Mesto en la temporada 2003-2004.
En el extranjero también ha jugado en diferentes equipos. En Italia, ha jugado con el Virtus Bologna en la temporada 2001-2002, donde ganó la copa de Italia del 2002. También ha jugado en otros equipos italianos como Casti Group Varese en la temporada 2004-2005 y en el Climamio Bologna en la temporada 2005-2006, donde en el 2005 ganó la Supercopa italiana.
Posteriormente, Bečirovič se marchó a Grecia para jugar con el Panathinaikos, donde ganó la Euroliga 2006-07 y 2 copas griegas (2007, 2008). En la temporada 2008-2009 volvió a Italia para jugar en la Lottomatica Roma, donde solo jugó una temporada. Finalmente, en el 2009 volvió a su país para volver a jugar en el KK Olimpija Ljubljana.
En enero de 2010 firma con el Olimpia Milano. En octubre de 2010 firma con el Türk Telekom B.K.. En marzo de 2011 firma con el PBC CSKA Moscú.
En agosto de 2011 firma con el Benetton Treviso, el talentoso exterior esloveno, que cuenta con el pasaporte italiano, jugó la pasada temporada en el Turk Telekom aunque en la recta final de la campaña recalaría en el CSKA de Moscú.
Más tarde, jugaría en la temporada 2012–2013 en el Petrochimi Bandar Imam, en 2013 en el Dinamo Sassari y el Foolad Mahan Isfahan. En la temporada 2013–2014 jugó en el	Krka Novo Mesto, en la temporada 2014–2015 jugaría en Italia en las filas del Fulgor Libertas Forlì primero y después en el Pallacanestro Piacentina, que fue su último equipo antes de retirarse en 2015.

## Selección nacional de Eslovenia
Bečirović fue miembro de la Selección de baloncesto de Eslovenia que participó en el Eurobasket 1999, en el Eurobasket 2001, en el Eurobasket 2005 y en el Campeonato Mundial de Baloncesto de 2006.

## Carrera como asistente
En 2015 se retira del baloncesto y firma como entrenador asistente en el Panathinaikos B.C. de Aleksandar Đorđević.